# Station Valleroy-Moineville
Station Valleroy-Moineville is een spoorwegstation in de Franse gemeente Valleroy.